# Sinagoga Brodsky
La Sinagoga Brodsky (en ucraniano: Синагога Бродського) es una sinagoga de estilo morisco que se encuentra en Kiev, Ucrania.
La sinagoga fue construida entre 1897 y 1898. Un comerciante llamado Lazar Brodsky financió su construcción. La sinagoga fue diseñada en estilo morisco por Georgij Szlejfer.
El edificio fue devastado durante la Segunda Guerra Mundial por los nazis y fue utilizada posteriormente como un teatro de títeres por un largo período. Fue renovado en 2000 y se utiliza actualmente como una sinagoga.